# Kilibibi
Le kilibibi ou chilibibi, est une friandise marie-galantaise qu'on réalise à base de maïs et de sucre de canne. Une ancienne variante utilise, quant à elle, la noix de cajou à la place du maïs. La production et la consommation du kilibibi sont en déclin.

## Mode de préparation
La recette consiste à disposer des grains de maïs dans une marmite dans laquelle on aura préalablement versé du sable propre. Le maïs, après avoir éclaté comme du popcorn, est tamisé afin de retirer tous les grains de sable. Puis, une fois le maïs nettoyé, il est broyé au mortier et pilon ou mixé. Enfin, on ajoute à la farine obtenue du sucre roux ou du sirop de batterie et des épices comme de la cannelle ou de la noix de muscade râpée.